# Laurel Clark
Laurel Blair Salton Clark, född 10 mars 1961 i Ames, Iowa, död 1 februari 2003 Texas, var en amerikansk astronaut uttagen i astronautgrupp 16 den 5 december 1996. Deltog med STS-107, 16 januari-1 februari 2003, när alla sju astronauterna ombord förolyckades under återinträdet i jordens atmosfär.

## Eftermäle
2004 tilldelades hon Congressional Space Medal of Honor.
2006 namngavs månkratern L. Clark efter henne, kratern är belägen i Apollokratern på månens baksida.
Även asteroiden 51827 Laurelclark är uppkallad efter henne.
Northrop Grumman:s rymdfarkost Cygnus NG-19 är uppkallad efter henne.

## Familj
Laurel Clark var gift med en man vid namn Jon vid olyckan och tillsammans hade de ett barn, Iain. Paret hade förlovat sig i Skottland, varför Nasa vid ett antal tillfällen väckte STS-107 med säckpipemusik.

## Rymdfärder
STS-107